# Parlamentswahl in Spanien 1979
- HB: 3
- PCE: 23
- UPC: 1
- ERC: 1
- EE: 1
- PSA-PA: 5
- PSOE: 121
- EAJ/PNV: 7
- CiU: 8
- UCD: 168
- PAR: 1
- UPN: 1
- CD: 9
- UN: 1

Die Parlamentswahl in Spanien 1979 fand am 1. März statt, um die beiden Kammern des Parlaments (Cortes Generales) zu erneuern. Gewählt wurden die 350 Abgeordneten des Abgeordnetenhauses (Congreso de los Diputados) und 208 Mitglieder des Senats (Senado). Der Congreso ist die politisch wesentlich wichtigere der beiden Kammern. Mit den Wahlen begann die 1. Legislaturperiode nach dem Ende der Franco-Diktatur.

## Ausgangslage
Die 1977 gewählten Cortes Generales hatten am 31. Oktober 1978 die neue demokratische Verfassung verabschiedet, die am 6. Dezember 1978 in einer Volksabstimmung bestätigt wurde. Die Verfassung trat daraufhin am 29. Dezember 1978 in Kraft. Am selben Tag löste Ministerpräsident Adolfo Suárez (UCD) die Verfassungsgebenden Cortes Generales auf und setzte die Wahl des neuen Parlaments für den 1. März 1979 an.

## Ergebnis
Die Wahl führte zu keiner wesentlichen Veränderung der politischen Kräfteverhältnisse. Die UCD von Ministerpräsident Suárez wurde wieder stärkste Kraft mit einem Vorsprung von vier Prozentpunkten vor der sozialdemokratischen PSOE.

### Congreso (Abgeordnetenhaus)
- Wahlberechtigte: 26.836.490
- Wahlbeteiligung: 68,04 % (−10,79 % gegenüber 1977)

| ← Parlamentswahl in Spanien, 1. März 1979 →              |           |           |           |       |         |        |
| Partei                                                   | Stimmen   | % Stimmen | Diff.     | Sitze | % Sitze | Diff.  |
| Unión de Centro Democrático (UCD)                        | 6.268.593 | 34,84     | +0,40     | 168   | 48,00   | +3     |
| Partido Socialista Obrero Español (PSOE)                 | 5.469.813 | 30,40     | +1,08     | 121   | 34,57   | +3     |
| Partido Comunista de España (PCE)                        | 1.938.487 | 10,77     | +1,44     | 23    | 6,57    | +3     |
| Coalición Democrática (CD)                               | 1.060.330 | 5,89      | −2,32 (1) | 9     | 2,57    | −7 (1) |
| Convergència i Unió (CiU) (2)                            | 483.353   | 2,69      | −1,06 (2) | 8     | 2,29    | −5 (2) |
| Unión Nacional (UN) (3)                                  | 378.964   | 2,11      | +1,57 (3) | 1     | 0,29    | +1 3)  |
| Partido Socialista de Andalucía-Partido Andaluz (PSA-PA) | 325.842   | 1,81      | neu       | 5     | 1,43    | +5     |
| Partido Nacionalista Vasco (EAJ-PNV)                     | 296.597   | 1,65      | +0,03     | 7     | 2,00    | −1     |
| Herri Batasuna (HB)                                      | 172.110   | 0,96      | +0,92 (4) | 3     | 0,86    | +3 (4) |
| Esquerra Repúblicana de Catalunya (ERC)                  | 123.452   | 0,69      | −0,10     | 1     | 0,29    | =      |
| Euskadiko Ezkerra (EE)                                   | 85.677    | 0,48      | +0,14     | 1     | 0,29    | =      |
| Unión del Pueblo Canario (UPC) (5)                       | 58.953    | 0,33      | +0,21 (5) | 1     | 0,29    | +1 (5) |
| Partido Aragonés Regionalista (PAR)                      | 38.042    | 0,21      | +0,01 (6) | 1     | 0,29    | = (6)  |
| Unión del Pueblo Navarro (UPN)                           | 28.248    | 0,16      | neu       | 1     | 0,29    | +1     |
| Partido Socialista Popular-Unidad Socialista (PSP-US)    | n/a (7)   | n/a (7)   | −4,46     | 0     | 0,00    | −6     |
| Candidatura Independiente de Centro                      | n/a       | n/a       | −0,16     | 0     | 0,00    | −1     |

### Senado (Senat)
Nach der 1978 in Kraft getretenen Verfassung setzt sich der Senat aus 208 direkt vom Volk gewählten Mitgliedern und weiteren Senatoren, die von den Parlamenten der einzelnen Regionen (span.: Comunidades Autónomas) bestimmt werden, zusammen. Die Direktwahl findet gleichzeitig mit den Wahlen der Abgeordneten des Congreso statt. Die Zahl der indirekt gewählten Senatoren richtet sich nach der Bevölkerungszahl der jeweiligen Region (einer plus ein weiterer je 1 Mio. Einwohner).
Zu Beginn der 1. Legislatur hatte sich noch keine der späteren 17 Autonomen Gemeinschaften (Regionen) konstituiert, sodass sich der Senat zunächst nur aus den direkt gewählten Senatoren zusammensetzte. Im Laufe der 1. Legislatur konstituierten sich auch nur die beiden Autonomen Gemeinschaften Katalonien und Baskenland, deren insgesamt zehn indirekt gewählten Senatoren erst 1980 bzw. 1981 hinzukamen.
Die Direktwahl erfolgt in Wahlkreisen, die mit den Provinzen übereinstimmen (bis auf die Balearen und Kanaren, wo Wahlkreis die einzelnen Inseln sind). In den Provinz-Wahlkreisen werden jeweils – unabhängig von der Bevölkerungszahl – vier Senatoren gewählt, wobei jeder Wähler drei Personenstimmen vergeben und jede Partei drei Kandidaten benennen kann. Der Anhänger einer Partei wird in der Regel seine Stimmen den drei Kandidaten „seiner“ Partei geben. Dies führt normalerweise dazu, dass die drei Kandidaten der stärksten Partei in der Provinz mehr Stimmen erhalten als der bestplatzierte Kandidat der zweitstärksten Partei. In der ganz überwiegenden Zahl der Fälle wird daher die stärkste Partei drei Senatoren und die zweitstärkste Partei einen für die Provinz stellen.
Die Zusammensetzung der von den Regionalparlamenten entsandten Senatoren kann sich während der Legislatur ändern (wenn während der Legislaturperiode neue Regionalparlamente gewählt werden), deshalb wird im Folgenden nur die Zusammensetzung des Senats zu Beginn der Legislatur im März 1979 (also nur mit den direkt gewählten Senatoren) wiedergegeben:
| ← Zusammensetzung Senat, März 1979 →                                             |                      |
| Partei                                                                           | Senatoren Direktwahl |
| Unión de Centro Democrático (UCD)                                                | 119                  |
| Partido Socialista Obrero Español (PSOE)                                         | 70                   |
| Partido Nacionalista Vasco (EAJ-PNV)                                             | 8                    |
| Coalición Democrática (CD)                                                       | 3                    |
| Partit Socialista Unificat de Catalunya-Partido del Trabajo de España (L'Entesa) | 1                    |
| Convergència i Unió (CiU)                                                        | 1                    |
| Herri Batasuna (HB)                                                              | 1                    |
| Candidatura Progresista Menorquina (CPM) (1)                                     | 1                    |
| Parteilos                                                                        | 4                    |

## Regierungsbildung
Für die Regierungsbildung ist nach der spanischen Verfassung nur der Congreso relevant: Er wählt den Ministerpräsidenten (Art. 99), nur ihm ist die Regierung verantwortlich (Art. 108).
Adolfo Suárez wurde am 30. März 1979 zum Ministerpräsidenten gewählt.
| Kandidat      | Datum                                                |                    |     |     |    |   |   | Unión Nacional |   | EAJ |   |   |   |   |   |   | Ergebnis |
| ------------- | ---------------------------------------------------- | ------------------ | --- | --- | -- | - | - | -------------- | - | --- | - | - | - | - | - | - | -------- |
| Adolfo Suárez | 30. März 1979 notwendig: absolute Mehrheit (176/350) | Ja                 | 168 |     |    | 8 |   |                | 5 |     |   |   |   |   | 1 | 1 | 183/350  |
| Adolfo Suárez | 30. März 1979 notwendig: absolute Mehrheit (176/350) | Nein               |     | 116 | 23 |   |   | 1              |   | 6   |   | 1 | 1 | 1 |   |   | 149/350  |
| Adolfo Suárez | 30. März 1979 notwendig: absolute Mehrheit (176/350) | Enthaltung         |     |     |    |   | 8 |                |   |     |   |   |   |   |   |   | 8/350    |
| Adolfo Suárez | 30. März 1979 notwendig: absolute Mehrheit (176/350) | nicht teilgenommen |     | 5   |    | 1 |   |                |   | 1   | 3 |   |   |   |   |   | 10/350   |